# Chenuala
Chenuala là một chi bướm đêm đơn loài thuộc họ Anthelidae được Charles Swinhoe mô tả năm 1892. Loài duy nhất của chi này, Chenuala heliaspis, được Edward Meyrick mô tả năm 1891. Đây là loài đặc hữu của Úc.

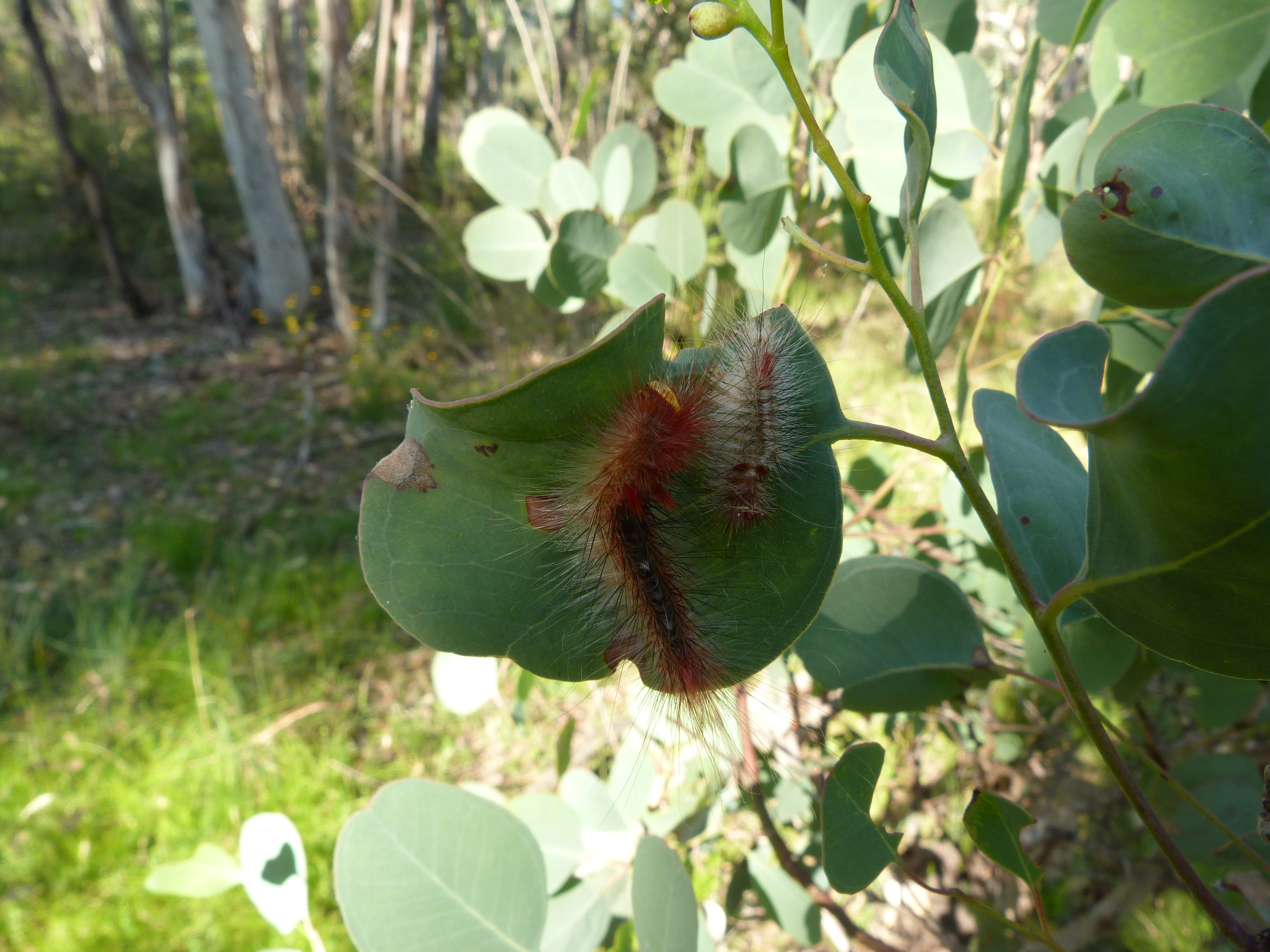
Larva

Sải cánh của loài này dài khoảng 6 cm ở con đực và 7 cm ở con cái.
Ấu trùng của loài này ăn lá của các loài thuộc chi Bạch đàn, chi Keo và chi Thông.